# Péter Rusorán
Péter Rusorán (* 11. April 1940 in Budapest; † 14. Februar 2012 in Paloznak) war ein ungarischer Wasserballspieler. Er war mit der ungarischen Nationalmannschaft Olympiasieger 1964 und Olympiadritter 1960.

## Karriere
Der 1,70 m große Péter Rusorán spielte von 1952 bis 1961 bei Vörös Meteor. Dann wechselte er zu Csepel Autó und 1969 ging er zu Vasas Budapest, wo er 1972 seine Spielerlaufbahn beendete. Als Student nahm Rusorán 1965 mit der ungarischen Mannschaft an der Universiade teil und gewann.
Von 1959 bis 1968 wirkte Rusorán in 103 Länderspielen mit. 1960 bei den Olympischen Spielen in Rom gewannen die Italiener vor der sowjetischen Mannschaft, dahinter erhielten die Ungarn die Bronzemedaille vor den Jugoslawen. Rusorán wirkte in zwei Spielen mit, gegen Belgien warf er vier Tore. Bei der 1:2-Niederlage gegen die Jugoslawen erzielte er den einzigen Treffer für seine Mannschaft.
1964 bei den Olympischen Spielen in Tokio siegten die Ungarn vor den Jugoslawen und der sowjetischen Mannschaft. Die Ungarn lagen nach dem 4:4 im direkten Vergleich nach Punkten gleichauf mit den Jugoslawen und gewannen den Titel dank der besseren Tordifferenz. Rusorán warf in sechs Spielen insgesamt acht Tore. 1966 in Utrecht belegten die Ungarn den fünften Platz bei der Europameisterschaft.
Nach seiner aktiven Laufbahn wurde Péter Rusorán Trainer. Zwischen 1973 und 1986 war er insgesamt acht Jahre Chefcoach bei Vasas Budapest und gewann sieben Meistertitel, zweimal den Europapokal der Landesmeister und einmal den Europapokal der Pokalsieger. Zwischendurch war er Nationaltrainer im Iran und in Ungarn, wobei die ungarische Mannschaft unter ihm 1982 Weltmeisterschaftszweiter wurde. Nach einer Trainerstation in Griechenland betreute Rusorán von 1991 bis 1997 die Wasserfreunde Spandau 04, die unter ihm fünf von sechs möglichen Meistertiteln gewannen. Nach einem Trainerjahr in der Schweiz beendete Rusorán 1998 seine Trainerlaufbahn.